# Andromeda (costellazione)
Andromeda è una costellazione rappresentante la principessa Andromeda che si trova nell'emisfero nord, vicino a Pegaso, ed è famosa soprattutto per la presenza della Galassia di Andromeda nei suoi confini.

## Caratteristiche

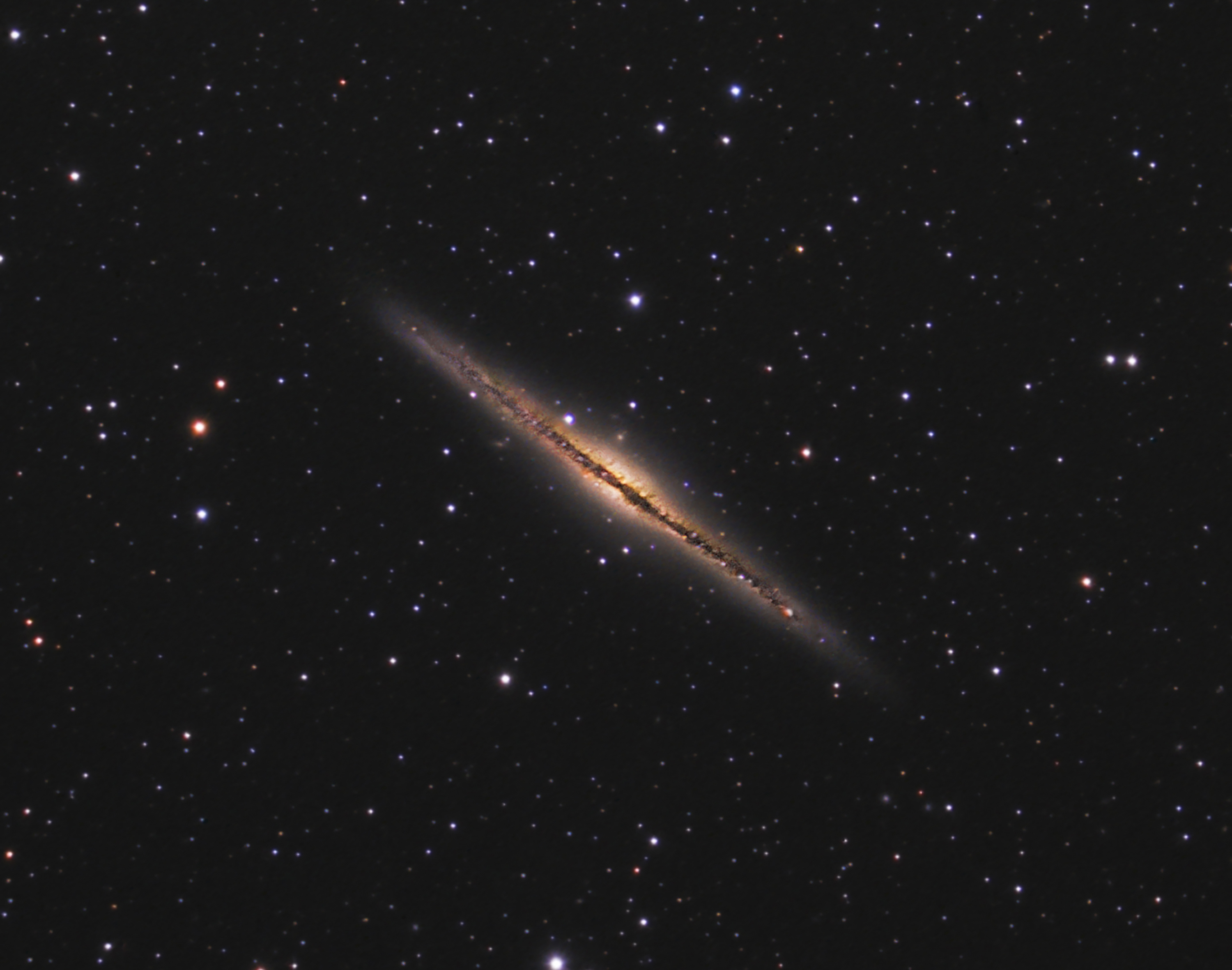
NGC 891, una galassia spirale vista di taglio.

La costellazione si individua con facilità in quanto α Andromedae, la "testa" di Andromeda, è la stella a nordovest del brillante asterismo del Quadrato di Pegaso; la costellazione si estende poi continuando a nord-ovest del Quadrato, seguendo un allineamento di stelle di seconda e terza magnitudine, arrivando sin quasi a lambire la scia luminosa della Via Lattea del nord. Le sue dimensioni sono notevoli ma nella parte orientale, nella regione attorno alla Galassia di Andromeda, si trovano solo stelle deboli, massimo di quarta grandezza. La sua individuazione è facilitata anche dalla presenza della caratteristica figura di Cassiopea, posta più a nord; in generale, si può affermare che anche lo spazio privo di stelle luminose situato fra Cassiopea e Pegaso fa parte di Andromeda.
Il periodo più adatto alla sua osservazione ricade fra settembre e gennaio; l'emisfero boreale è il punto di osservazione ideale, dove si presenta in parte circumpolare a partire dalle latitudini medie procedendo verso nord. In quest'emisfero è una tipica costellazione autunnale, ma è visibile nel cielo serale da fine agosto fino a quasi tutto marzo senza grosse difficoltà. Dall'emisfero australe si mostra sempre molto bassa sull'orizzonte e a partire dalle latitudini temperate medie diventa progressivamente invisibile.

### Stelle principali
- La stella più luminosa, α Andromedae (chiamata Alpheratz o Sirrah), assieme alle stelle α, β e λ Pegasi forma un asterismo chiamato Quadrato di Pegaso. Questa stella era una volta parte della costellazione di Pegaso, con la sigla δ Pegasi, come dice anche il suo nome proprio, «l'ombelico del cavallo».
- β Andromedae è chiamata Mirach, il busto. Si trova a circa 200[2] anni luce di distanza ed è di magnitudine 2,1.
- γ Andromedae, o Almach, si trova all'estremo sud della costellazione. È una stella multipla visibile al telescopio, che mostra contrasti di colore.
- δ Andromedae è una stella arancione di magnitudine 3,27, distante 101 anni luce.

Fra le altre stelle si segnala υ Andromedae, che ha un sistema planetario con tre pianeti confermati, con masse di 0,71, 2,11 e 4,64 volte quella di Giove.

### Stelle doppie
La costellazione di Andromeda mostra fra i suoi confini un gran numero di stelle doppie e multiple, alcune delle quali risolvibili anche con un semplice binocolo.
- μ Andromedae è un sistema multiplo molto semplice: la componente primaria, bianca e di magnitudine 3,87, ha due compagne di undicesima e tredicesima grandezza separate da 34" e 44" rispettivamente; per individuare le componenti deboli occorre un telescopio di piccole dimensioni.
- π Andromedae è una coppia semplice e risolvibile con un binocolo: le due componenti sono di quarta e ottava magnitudine e sono separate da 35".
- γ Andromedae è un interessante sistema multiplo. Un telescopio di piccole dimensioni rivela una stella biancastra di quarta magnitudine a circa 10" dalla primaria, una gigante arancione di seconda grandezza; strumenti più potenti mostrano che la compagna minore è a sua volta una doppia, con componenti di quinta e sesta magnitudine separate da appena 0,7".
- 59 Andromedae è una coppia di stelle bianche di quinta e sesta magnitudine, risolvibile con un piccolo telescopio.

| Principali stelle doppie |                                          |                                          |             |             |                                 |         |
| Nome                     | Coordinate equatoriali all'epoca J2000.0 | Coordinate equatoriali all'epoca J2000.0 | Magnitudine | Magnitudine | Separazione (in secondi d'arco) | Colore  |
| Nome                     | AR                                       | Dec                                      | A           | B           | Separazione (in secondi d'arco) | Colore  |
| κ Andromedae             | 23h 40m 25s                              | +44° 20′ 02″                             | 4,14        | 11,8        | 46,8                            | b + b   |
| π Andromedae             | 00h 36m 53s                              | +33° 43′ 10″                             | 4,36        | 8,8         | 35,2                            | azz + b |
| δ Andromedae             | 00h 39m 20s                              | +30° 51′ 40″                             | 3,27        | 11,5        | 28,7                            | ar + r  |
| μ Andromedae A-B         | 00h 56m 45s                              | +38° 29′ 57″                             | 3,87        | 11          | 34,2                            | b + b   |
| μ Andromedae A-C         | 00h 56m 45s                              | +38° 29′ 57″                             | 3,87        | 13          | 44,2                            | b + b   |
| τ Andromedae             | 01h 40m 35s                              | +40° 34′ 38″                             | 4,94        | 10          | 52,5                            | azz + b |
| γ Andromedae A-BC        | 02h 03m 54s                              | +42° 19′ 48″                             | 2,26        | 4,84        | 9,6                             | ar + b  |
| γ Andromedae B-C         | 02h 03m 54s                              | +42° 19′ 48″                             | 4,84        | 6,6         | 0,7                             | b + b   |
| 59 Andromedae            | 02h 10m 53s                              | +39° 02′ 23″                             | 5,63        | 6,10        | 16,2                            | b + b   |

### Stelle variabili
Nella costellazione sono note un gran numero di stelle variabili piuttosto luminose e quindi anche alla portata di piccoli strumenti.
Fra le numerosissime Mireidi spicca R Andromedae che quando è al massimo della luminosità è visibile anche ad occhio nudo; in 409 giorni scende fino alla quattordicesima magnitudine e poi risale alla quinta. W Andromedae quando è al massimo è invece di sesta grandezza, ma anch'essa scende fino alla quattordicesima e risale in 396 giorni; KU Andromedae ha un periodo molto più lungo, di poco superiore ai due anni, ma le sue oscillazioni sono più ridotte, variando fra la sesta e la decima magnitudine.
Fra le variabili a eclisse la più appariscente è ζ Andromedae, sebbene le sue oscillazioni siano molto contenute e quindi difficilmente apprezzabili; si tratta di una coppia in cui le componenti sono talmente vicine da essere a contatto fisico fra loro (variabile Beta Lyrae). Anche λ Andromedae ha delle oscillazioni ridotte.
Fra le semiregolari pulsanti è da notare la ST Andromedae, che oscilla fra la settima e l'undicesima grandezza in poco meno di un anno.
| Principali stelle variabili |                                          |                                          |             |             |                  |                                   |
| Nome                        | Coordinate equatoriali all'epoca J2000.0 | Coordinate equatoriali all'epoca J2000.0 | Magnitudine | Magnitudine | Periodo (giorni) | Tipo                              |
| Nome                        | AR                                       | Dec                                      | Max.        | Min.        | Periodo (giorni) | Tipo                              |
| R Andromedae                | 00h 24m 02s                              | +38° 34′ 37″                             | 5,6         | 14,9        | 409,33           | Mireide                           |
| T Andromedae                | 00h 22m 23s                              | +26° 59′ 46″                             | 7,7         | 14,5        | 280,76           | Mireide                           |
| W Andromedae                | 02h 17m 33s                              | +44° 18′ 18″                             | 6,7         | 14,6        | 395,93           | Mireide                           |
| RW Andromedae               | 00h 47m 19s                              | +32° 41′ 09″                             | 7,9         | 15,7        | 430,30           | Mireide                           |
| ST Andromedae               | 23h 38m 45s                              | +35° 46′ 21″                             | 7,7         | 11,8        | 328,34           | Semiregolare pulsante             |
| SV Andromedae               | 00h 04m 20s                              | +40° 06′ 36″                             | 7,7         | 14,3        | 316,21           | Mireide                           |
| TU Andromedae               | 00h 32m 23s                              | +26° 01′ 46″                             | 7,8         | 13,1        | 316,77           | Mireide                           |
| UY Andromedae               | 02h 38m 24s                              | +39° 10′ 10″                             | 7,4         | 11,3        | -                | Irregolare                        |
| VX Andromedae               | 00h 19m 54s                              | +44° 42′ 34″                             | 7,8         | 9,3         | 369              | Semiregolare (stella al carbonio) |
| AN Andromedae               | 23h 18m 23s                              | +41° 41′ 25″                             | 6,0         | 6,16        | 3,2196           | Eclisse                           |
| EG Andromedae               | 00h 44m 37s                              | +40° 40′ 46″                             | 7,08        | 7,8         | -                | Semiregolare                      |
| KU Andromedae               | 00h 06m 53s                              | +43° 05′ 00″                             | 6,5         | 10,5        | 750              | Mireide                           |
| V343 Andromedae             | 00h 10m 47s                              | +32° 14′ 33″                             | 7,0         | 7,5         | -                | Irregolare                        |
| V370 Andromedae             | 01h 58m 44s                              | +45° 26′ 07″                             | 6,4         | 7,5         | -                | Semiregolare                      |
| ζ Andromedae                | 00h 47m 20s                              | +24° 16′ 03″                             | 3,9         | 4,1         | 17,77            | Eclisse                           |
| λ Andromedae                | 23h 37m 34s                              | +46° 27′ 33″                             | 3,69        | 3,97        | 54,20            | Eclisse                           |
| ο Andromedae                | 23h 01m 55s                              | +42° 19′ 34″                             | 3,58        | 3,78        | -                | Irregolare                        |

## Oggetti del profondo cielo

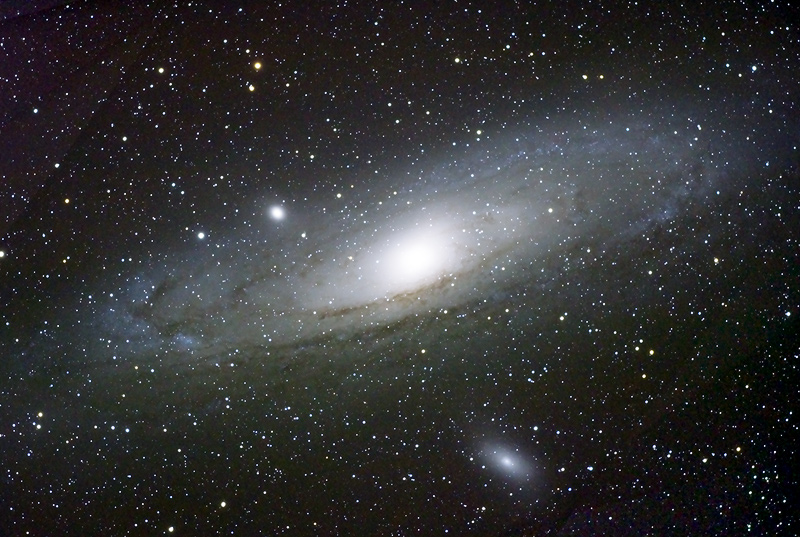
La Galassia di Andromeda (M31).

Nonostante le sue vaste dimensioni, la costellazione non offre un gran numero di oggetti non stellari, poiché la massima parte delle galassie osservabili qui sono estremamente remote e deboli; sono tuttavia presenti anche alcuni oggetti particolarmente brillanti e famosi.
L'oggetto del profondo cielo più famoso in Andromeda è M31, la Galassia di Andromeda, che è anche il più lontano oggetto visibile ad occhio nudo. È una grande galassia spirale, simile alla nostra Via Lattea ma un poco più grande, posta alla distanza di circa due milioni di anni luce. Per trovarne la posizione occorre tracciare una linea tra β e μ Andromedae, ed estenderla ancora per una distanza approssimativamente uguale; sebbene sia visibile ad occhio nudo, la galassia è molto difficile da osservare e occorrono cieli molto bui lontani da ogni fonte luminosa, e possibilmente l'utilizzo della visione distolta. È circondata da due galassie satelliti, M32 e M110, visibili anche con un binocolo in nottate buie e limpide.
Tra gli ammassi aperti interni alla nostra Galassia, è interessante il grande oggetto NGC 752, situato verso il confine col Triangolo, ben visibile con un binocolo e appena percepibile ad occhio nudo; si tratta di un ammasso molto esteso e con un elevato numero di componenti.
Fra le altre galassie invece spicca NGC 891, una galassia spirale vista perfettamente di taglio e attraversata da una banda oscura che la fa rassomigliare alla nostra Via Lattea, con cui probabilmente condivide anche la forma.
| Principali oggetti non stellari |                                          |                                          |                     |             |                                        |                        |
| Nome                            | Coordinate equatoriali all'epoca J2000.0 | Coordinate equatoriali all'epoca J2000.0 | Tipo                | Magnitudine | Dimensioni apparenti (in primi d'arco) | Nome proprio           |
| Nome                            | AR                                       | Dec                                      | Tipo                | Magnitudine | Dimensioni apparenti (in primi d'arco) | Nome proprio           |
| NGC 7662                        | 23h 25m 54s                              | 42° 32′ 06″                              | Nebulosa planetaria | 8,3         | 0,5 x 0,5                              | Nebulosa Palla di Neve |
| M110                            | 00h 40m 22s                              | +41° 41′ 07″                             | Galassia            | 8,9         | 21,9 x 11,0                            |                        |
| M31                             | 00h 43m :                                | +41° 17′ :                               | Galassia            | 4,4         | 190 x 60                               | Galassia di Andromeda  |
| M32                             | 00h 42m 42s                              | +40° 51′ 52″                             | Galassia            | 8,1         | 7,6 x 5,8                              |                        |
| NGC 404                         | 01h 09m 27s                              | +35° 43′ 04″                             | Galassia            | 10,2        | 3,5 x 3,5                              |                        |
| NGC 752                         | 01h 57m :                                | +37° 51′ :                               | Ammasso aperto      | 5,7         | 50                                     |                        |
| NGC 891                         | 02h 22m :                                | +42° 21′ :                               | Galassia            | 10,0        | 13,5 x 2,5                             |                        |

## Sistemi planetari
La costellazione contiene alcuni sistemi planetari noti; fra questi il più conosciuto, nonché uno dei primi scoperti, è quello di υ Andromedae, che conta quattro pianeti confermati: si tratta di quattro pianeti gioviani, di cui uno della metà della massa di Giove, uno quasi il doppio, uno oltre tre volte più grande e il quarto che ha circa la stessa massa del gigante del sistema solare. WASP-1 è invece una stella lontana oltre 1000 anni luce, intorno alla quale è noto un pianeta transitante.
| Sistemi planetari |                                          |                                          |             |                   |                              |
| Nome del sistema  | Coordinate equatoriali all'epoca J2000.0 | Coordinate equatoriali all'epoca J2000.0 | Magnitudine | Tipo di stella    | Numero di pianeti confermati |
| Nome del sistema  | AR                                       | Dec                                      | Magnitudine | Tipo di stella    | Numero di pianeti confermati |
| 14 Andromedae     | 23h 31m 17s                              | +39° 14′ 11″                             | 5,22        | Gigante arancione | 1 (b)                        |
| WASP-1            | 00h 20m 40s                              | +31° 59′ 24″                             | 11,79       | Nana gialla       | 1 (b)                        |
| HD 8673           | 01h 26m 09s                              | +34° 34′ 48″                             | 6,34        | Nana gialla       | 1 (b)                        |
| υ Andromedae      | 01h 36m 48s                              | +41° 24′ 23″                             | 4,10        | Nana gialla       | 4 (b - c - d - e)            |

## Mitologia

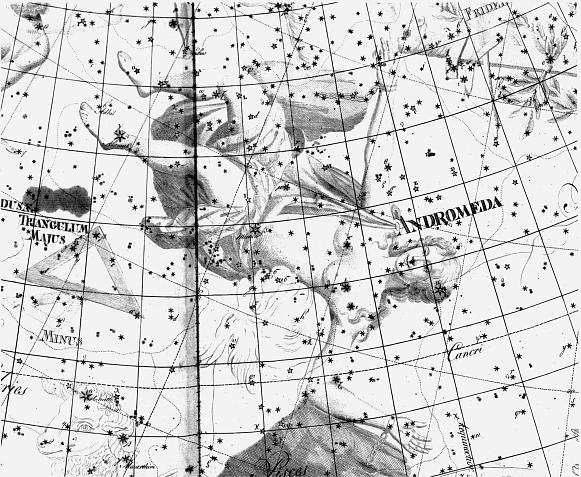
Andromeda incatenata alla costa rocciosa, raffigurata in Uranographia di Johann Bode.

Si dice che sia stata la dea greca Atena a collocare l'immagine di Andromeda fra le stelle, dove si trova tra Perseo e sua madre Cassiopea. Solo la costellazione dei Pesci la separa dal Mostro Marino, Cetus (Balena). Le carte celesti rappresentano Andromeda con le mani incatenate. La testa è indicata dalla stella di seconda grandezza Alfa di Andromeda, stella questa che un tempo la costellazione di Andromeda aveva in comune con quella di Pegaso, dove segnava il punto dell'ombelico del cavallo. Alfa di Andromeda è nota con due nomi diversi, Alpheratz o Sirrah, entrambi derivanti dall'arabo, al-faras che significa «il cavallo», e surrat che significa «ombelico». Oggi la stella appartiene solo ad Andromeda.
Il punto è indicato dalla stella Beta di Andromeda, chiamata anche Mirach, una derivazione dall'arabo al mi'zar che significa «la guaina» o «perizoma». Il piede è segnato da Gamma di Andromeda, il cui nome è scritto sia Almach che Alamak, dall'arabo all'anaq, con riferimento alla lince del deserto o caracal, che gli antichi Arabi visualizzavano in questa posizione. Anche con telescopi piccoli si può ammirare questa stella doppia dai contrastanti colori giallo e blu.